# Anisate de méthyle
L'anisate de méthyle, plus précisément le paraanisate de méthyle (4-méthoxybenzoate de méthyle), est un composé aromatique de formule CH3OC6H5COOCH3. C'est l'ester de méthyle de l'acide anisique. C'est un solide blanc cristallin, à l'odeur d'herbe, douce, anisée, avec un goût doux proche du melon. Il est utilisé comme arôme et en parfumerie.
Il est présent dans de nombreuses espèces végétales et de champignons dont il participe au parfum. On peut notamment citer la peau et les fruits de feijoa (Feijoa sellowiana), le cacao, le thé noir, la vanille Bourbon (Vanilla planifolia), la vanille de Tahiti (Vanilla tahitensis ), le papayer de montagne (Vasconcellea pubescens), le sapotillier (Achras sapota), le badianier de Chine (Illicium verum) ou encore Hydnellum Suaveolens. Il serait également produit par le bacille de Koch (Mycobacterium tuberculosis), la bactérie responsable de la tuberculose, ce qui le rendrait susceptible d'être détecté et ainsi diagnostiquer la maladie par certains animaux comme les abeilles (Apis mellifera), le cricétome des savanes (Cricetomys gambianus) ou les chiens.

## Synthèse
L'anisate de méthyle peut être synthétisé par estérification de l'acide anisique par le méthanol, ou à partir de l'anisate de sodium et du sulfate de diméthyle en présence de méthanol.

## Utilisations
Outre son usage en parfumerie et comme arôme, l'anisate de méthyle est un réactif ou intermédiaire réactionnel dans la production d'autres composés. Il a par exemple été utilisé pour synthétiser le 4-triallylméthylphénol, un dendrimère ou dans la synthèse totale de l'aristogine C.